# Бутален болт
Буталният болт е част от коляно-мотовилковия механизъм в двигателя с вътрешно горене.
Той свързва шарнирно буталото с мотовилката. Подложен е на натоварване от газовата сила, която при съвременните двигатели е в границите от (9;8 – 274)10³N (1000 – 30 000 кг.) и от инерционните сили на масата на буталото заедно с буталните пръстени. Натоварването е променливо, почти ударно. В резултат на това буталният болт работи в екстремни условия, които могат да доведат до повреди.
Буталният болт представлява кухо цилиндрично тяло (кухо, за да се намали теглото), като някои модели са удебелени в средната част. Изработен е от висококачествени легирани стомани, които след изработка се подлагат на циментация. Циментацията се извършва от външната страна на болта на дълбочина 0,8 – 1,5 мм.
След циментацията болтът се шлайфа и се полира, тъй като трябва да има много точна форма.